# دوفي داير
دوفي داير (بالإنجليزية: Duffy Dyer)‏ هو لاعب كرة قاعدة أمريكي، ولد في 15 أغسطس 1945 في دايتون في الولايات المتحدة.

## وصلات خارجية
- دوفي داير على موقع دوري كرة القاعدة الرئيسي (الإنجليزية)
- دوفي داير على موقعبيزبول رفرنس.كوم (الدوري الرئيسي) (الإنجليزية)
- دوفي داير على موقعبيزبول رفرنس.كوم (الدوري الثانوي) (الإنجليزية)
- دوفي داير على موقع جمعية أبحاث البيسبول الأمريكية (الإنجليزية)
- دوفي داير على موقع إي إس بي إن.كوم (أم.أل.بي) (الإنجليزية)
- دوفي داير على موقع مشجعي الرسوم البيانية (الإنجليزية)